# AC Juventus
Der Atlético Clube Juventus, in der Regel nur kurz Juventus do Acre genannt, ist ein Fußballverein aus Rio Branco im brasilianischen Bundesstaat Acre.

## Erfolge
- Staatsmeisterschaft von Acre: 1966, 1969, 1975, 1976, 1978, 1980, 1981, 1982, 1984, 1989, 1990, 1995, 1996, 2009

## Stadion

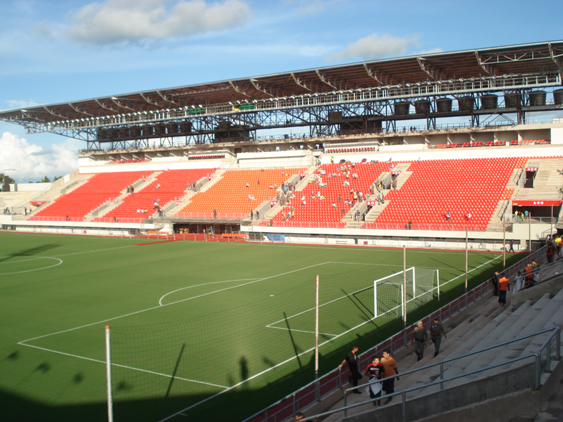
Arena Acreana (Arena da Floresta)

Der Verein trägt seine Heimspiele in der Arena Acreana, auch unter dem Namen Arena da Floresta bekannt, in Rio Branco aus. Das Stadion hat ein Fassungsvermögen von 13.700 Personen.